# Eberhard Aspacher
Eberhard Hans Aspacher (* 1949 in Backnang) ist ein deutscher Koch.

## Werdegang
Nach der Lehrzeit in Stuttgart folgten ab 1970 Stationen im In- und Ausland. Er wurde 1972 jüngster Küchenmeister Westdeutschlands.
1974 wurde er Küchendirektor des Maritim in Gelsenkirchen. Von 1976 bis 1982 war er Küchenchef im Bundesbahnhotel in Ulm.
Sein eigenes Feinschmeckerlokal öffnete er 1982 in Weyhausen.
1984–2003 führte er das Landhotel Schlosswirtschaft in Illereichen, dessen Restaurant ab 1984 20 Jahre mit einem Michelinstern ausgezeichnet wurde. 1986 gründete er das Aspacher Gourmet-Consulting und eine Kochschule.
Von 1989 bis 1991 war er zudem Geschäftsführender Direktor des Kurhotels Allgäuer Tor in Grönenbach.
2012 wurde ihm das Bundesverdienstkreuz am Bande verliehen. 2018 leitete er mehrere Firmen, so das Aspacher Gourmet-Consulting.

## Auszeichnungen
- 1984: Ein Michelinstern für das Landhotel Schlosswirtschaft in Illereichen
- 2012: Bundesverdienstkreuz am Bande[3]